# DNL 2007/08
Die Saison 2007/08 ist die achte Spielzeit seit der Gründung der Deutschen Nachwuchsliga, der höchsten Nachwuchsliga im deutschen Eishockey.

## Teilnehmer
- EC Bad Tölz
- Eisbären Juniors Berlin
- Düsseldorfer EG
- SC Riessersee
- ESV Kaufbeuren (Aufsteiger)
- Kölner EC
- Krefelder EV
- EV Landshut
- Heilbronner EC/Jungadler Mannheim
- Starbulls Rosenheim

## Modus
Die Vorrunde wurde als Doppelrunde ausgespielt.
Anschließend spielten die Mannschaften auf Platz 1 bis 8 die Playoffs während die Mannschaft auf Platz 10 sportlich aus der Liga abstieg.
Als Meister der Jugendbundesliga 2007/08 nahm der Iserlohner EC die Aufstiegsmöglichkeit in die DNL wahr.

## Tabelle nach der Vorrunde
| Pl. | Mannschaft                        | Sp | S  | U  | N | T   | GT  | Pkt |
| --- | --------------------------------- | -- | -- | -- | - | --- | --- | --- |
| 1.  | Heilbronner EC/Jungadler Mannheim | 36 | 30 | 3  | 1 | 166 | 55  | 94  |
| 2.  | Krefelder EV                      | 36 | 20 | 7  | 3 | 151 | 118 | 70  |
| 3.  | Düsseldorfer EG                   | 36 | 18 | 9  | 5 | 154 | 132 | 68  |
| 4.  | EC Bad Tölz                       | 36 | 18 | 4  | 0 | 146 | 132 | 58  |
| 5.  | Starbulls Rosenheim               | 36 | 15 | 9  | 4 | 130 | 125 | 58  |
| 6.  | Kölner EC                         | 36 | 14 | 10 | 5 | 155 | 122 | 57  |
| 7.  | EV Landshut                       | 36 | 10 | 9  | 8 | 124 | 121 | 47  |
| 8.  | Eisbären Juniors Berlin           | 36 | 10 | 7  | 4 | 90  | 159 | 41  |
| 9.  | SC Riessersee                     | 36 | 7  | 7  | 3 | 92  | 146 | 31  |
| 10. | ESV Kaufbeuren                    | 36 | 4  | 3  | 1 | 78  | 176 | 16  |

## Playoffs

### Viertelfinale
- Heilbronner EC/Jungadler Mannheim – Eisbären Juniors Berlin 2:1 (4:1, 2:6, 3:0)
- Krefelder EV – EV Landshut 2:1 (9:2, 2:3, 3:2)
- Düsseldorfer EG – Kölner EC 0:2 (6:7 n.V, 4:5)
- EC Bad Tölz – Starbulls Rosenheim 2:1 (2:3, 3:1, 3:2 n. V.)

### Halbfinale
- Heilbronner EC/Jungadler Mannheim – Kölner EC 2:0 (7:3, 5:3)
- Krefelder EV – EC Bad Tölz 0:2 (3:8, 2:4)

### Finale
- Heilbronner EC/Jungadler Mannheim – EC Bad Tölz  2:1 (3:4 n. V., 6:1, 4:1)